# 蒽棓酚
蒽棓酚（英語：anthragallol）是一种有机化合物，化学式C14H8O5，可见于染色茜草、Coprosma lucida、毛土连翘等物种。